# دعای عرفه

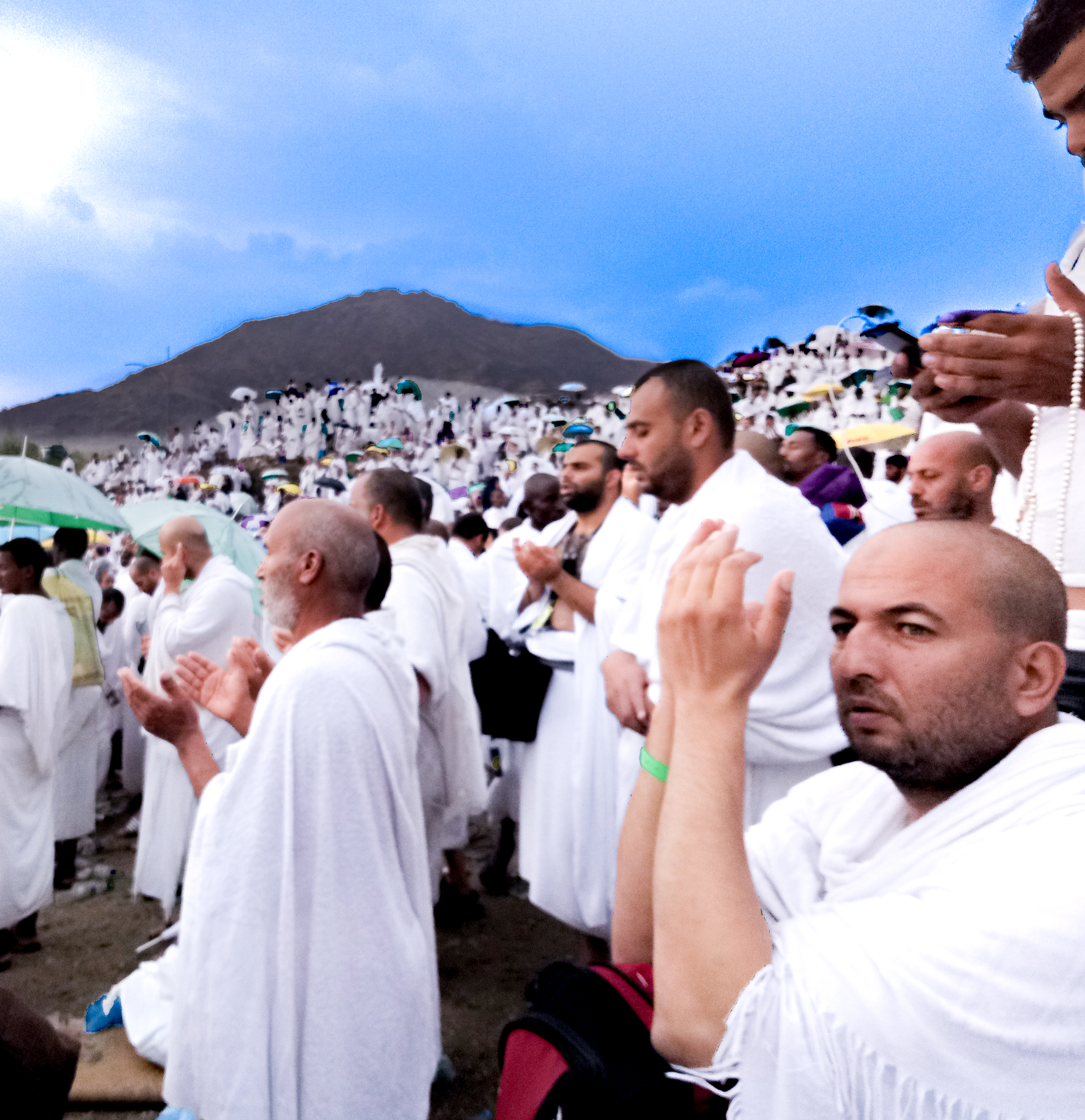
توضیحات: طبق روایات اسلامی، این تپه مکانی است که پیامبر اسلام در آنجا ایستاد و خطبه حجة الوداع را ایراد کرد.

دعای عرفه دعایی نسبتاً طولانی و از اعمال مهم شیعیان در روز عرفه است که پس از نماز ظهر و عصر تا غروب خوانده می‌شود. دعای عرفه منسوب به حسین بن علی، پیشوای شیعیان، با حجمی حدود ۳٬۲۰۰ واژه که با اختلافاتی جزئی در کتب مختلف نقل شده، و مضمونش اعتراف به جایگاه خدا و اقرار به جایگاه انسان در هستی، و نیز حمد و سپاس برای نعمت‌های فراوان خداوند بر انسان، یادآوری مشکلات و تب‌وتاب‌هایی که شخص در عمر خویش از بدو آفرینش تاکنون پشت سر نهاده، و کوشش برای جلب رحمت الهی، و طلب آرامش و عافیت از وی، همچون مهم‌ترین خواستهٔ انسان است. این دعا حاوی اصلی ذکر شده در همهٔ تحریرها، و ذیلی مذکور در برخی تحریرهای دعا در حدود ۸۰۰ واژه است.
گفته شده که حسین بن علی این دعا را در روز عرفه و در صحرای عرفات و در کنار همراهانش در بیرون خیمه‌ها خوانده‌است. بر پایهٔ آنچه در اول برخی از نسخ دعا ذکر شده، این دعا توسط بشر و بشیر فرزندان «غالب اسدی» نقل شده‌است.
در ایران دعای عرفه با حضور میلیون‌ها نفر در مناطق مختلفی از مساجد، دانشگاه‌ها، امامزادگان و همچنین مناطق عملیاتی جنگ ایران و عراق و همچنین سفارتخانه‌های ایران در خارج از کشور برگزار می‌گردد.

## کتابشناسی
این دعا یکی از طولانی‌ترین ادعیه شیعیان است و مضامین متعددی در آن بیان شده‌است بدین جهت مقالات و کتب متعددی در طول تاریخ در شرح این دعا به نگارش درآمده‌است و توسط افراد مختلفی (از جمله محمدتقی جعفری و مهدی الهی قمشه‌ای)ترجمه شده‌است. سید محسن فاطمی (فوق دکتری روانشناسی از دانشگاه هاروارد) در فصلی از کتابش Islam (Based Psychology: Implications for Our World Today) به تأثیر و کاربردهای این دعا جهت درمان افسردگی اشاره کرده. این کتاب توسط انتشارات (Templeton) آمریکا (یکی از مهمترین انتشارات کارهای مذهبی و معنوی در آمریکا) به چاپ رسیده.
- «دعای عرفه (شناخت و خودسازی)»: کلاس شناخت و سازندگی امام حسین در عرفات / با ترجمه تصویری و تفسیری عبدالکریم بی آزارشیرازی - ناشر: دفتر نشر فرهنگ اسلامی ۱۳۸۶
- «دو رس‍ال‍ه م‍ن‍ظوم: چ‍ه‍ل گ‍ام ب‍ا چ‍ه‍ارده م‍ع‍ص‍وم و ن‍ی‍ای‍ش ام‍ام ح‍س‍ی‍ن در ع‍رف‍ات» / عل‍ی ه‍وی‍داک‍اش‍ی (ص‍ب‍ور اص‍ف‍ه‍ان‍ی) / نشر عابد، ۱۳۸۲
- «س‍ی‍ری در دع‍ای ع‍رف‍ه ام‍ام ح‍س‍ی‍ن» / ع‍ل‍ی‍رض‍ا س‍ی‍دک‍ب‍اری /آس‍ت‍ان‍ه م‍ق‍دس‍ه‍. ق‍م / ۱۳۷۴
- «ع‍ل‍ی اج‍ن‍ح‍ه ال‍روح: دع‍االام‍ام‌ال‍ح‍س‍ی‍ن ع‍ل‍ی‍ه ال‍س‍لام ف‍ی ص‍ح‍راع‍رف‍ات ت‍ف‍س‍ی‍ر و م‍ع‍ای‍ش‍ه» /ت‍ال‍ی‍ف م‍ح‍م‍دت‍ق‍ی ال‍ج‍ع‍ف‍ری؛ ت‍ع‍ری‍ب ع‍ب‍دال‍رح‍م‍ن ال‍ع‍ل‍وی، م‍وس‍س‍ه ت‍دوی‍ن و ن‍ش‍ر آث‍ار ع‍لام‍ه ج‍ع‍ف‍ری، ۱۳۷۹
- «ن‍یای‍ش در ع‍رف‍ات» / لطف‌الله صافی، انتشارات حضرت معصومه، ۱۳۷۸
- «امام حسین در دعای عرفه» /مریم ابوالحسنی، انتشارات نوربخش ۱۳۸۹
- «از عرفه تا عاشورا: معرفت زیارت عاشورا و دعای روز عرفه» / علی اصغر توپچی / انتشارات گرنیان مهر ۱۳۹۰

## ذیل دعای عرفه
دعای عرفه دارای یک اصل و یک ذیل است. ذیل آن حدود ۸۰۰ واژه حجم دارد. برخی از عالمان مسلمان، این قسمت را لایه‌ای افزوده بر اصل دعا دانسته‌اند. سبب این دیدگاه، اولا بودن این ذیل در برخی نسخه‌های کهن و نبودنش در برخی دیگر است؛ کهن‌ترین اثر حاوی دعا، اقبال الاعمال ابن طاووس، درگذشته در ۶۶۴ق است و این ذیل در همهٔ نسخه‌های آن نیست. افزون بر این، ابن عطاء الله اسکندرانی صوفی قرن هشتم در کتاب الحکم العطائیة خود، این دعا را همچون دعایی از خودش کنار دیگر مطالب کتاب آورده‌است؛ حال آن که اگر این دعا را در کتاب ابن طاووس که پیش از وی تألیف شده‌است می‌یافت، اشاره‌ای می‌کرد. محمد باقر مجلسی، در کتاب بحار الانوار تأکید می‌کند، مضامین صوفیانهٔ این بخش از دعا، با عقاید و طرز فکر حسین بن علی و دیگر امامان شیعه سازگار نیست. در دوران معاصر، برخی نسبت به انتساب این ذیل به حسین بن علی مطالعه کرده، و مقالاتی چند را در این باره نوشته‌اند؛ مقالاتی که هر یک از رویکردی در پی بررسی مسئلهٔ انتساب دعا به حسین بن علی یا نفی این انتساب است. یک دلیل کسانی که متن را جدا از اصل دعا نمی‌دانند، ارتباط مفهومی دو بخش از متن، و دلیل دیگر نیز، مضامینی از ذیل دعاست که از نگاه ایشان عالی و ارزشمند تلقی می‌گردد. به هر روی، در ایران برخی محفل‌های دعای عرفه این تتمه را می‌خوانند و در برخی محافل خوانده نمی‌شود.
از مطالعات صورت گرفته در بارهٔ انتساب ذیل دعا به حسین، این موارد شایان ذکرند:
1. ترابی، حسین، «پژوهشی در بارهٔ ذیل دعای عرفه»، میقات حج، سال سیزدهم، شمارهٔ ۵۱، بهار ۱۳۸۴ش؛
2. کرباسچی، محمد مهدی، بررسی متن، سند، شروح، و نسخ خطی مصادر اولیهٔ قسمت دوم دعای عرفه، پایان‌نامهٔ کارشناسی ارشد رشتهٔ علوم حدیث، تهران، دانشکدهٔ علوم حدیث، بهمن ۱۳۸۵ش؛
3. مهروش، فرهنگ، «دفاع از اصالت ادعیهٔ اهل بیت ـ مطالعهٔ موردی دعای عرفه»، مجلهٔ حدیث پژوهی دانشگاه کاشان، شمارهٔ ۱۰

## انتساب دعا به حسین بن علی
فرهنگ مهروش در مقاله‌ای با عنوان «دفاع از اصالت ادعیهٔ اهل بیت ـ مطالعهٔ موردی دعای عرفه» سعی کرده‌است شواهدی برای تقویت این فرضیه ارائه کند که دعای عرفه از جعفر بن محمد صادق صادر شده، و اشتباهاً به حسین بن علی منتسب گردیده‌است.